# Febuxostat
El febuxostat es un nuevo medicamento que se emplea para el tratamiento de la gota, ejerce su acción disminuyendo la concentración de ácido úrico en sangre mediante la inhibición de la enzima xantina oxidasa. La xantina oxidasa es la enzima implicada en la oxidación de la xantina e hipoxantina dando lugar a ácido úrico, el compuesto final del metabolismo humano de las purinas. 
El febuxostat se presenta en forma de comprimidos de 80 mg y de 120 mg, la dosis habitual es 80 mg diarios, su uso fue aprobado por la Agencia Europea de Medicamentos el 21 de abril de 2008 y por la FDA el 16 de febrero de 2009. En la Unión Europea se comercializa con el nombre Adenuric.

## Efectos secundarios
Los efectos secundarios observados con más frecuencia tras la administración del medicamento consisten en náuseas, dolor articular, erupción cutánea, problemas hepáticos, exacerbación transitoria de la gota y disminución en la función de la glándula tiroides (hipotiroidismo). Se ha informado en un número muy reducido de casos de la aparición de infarto agudo de miocardio, por lo cual el medicamento está contraindicado en caso de que el paciente presenta cardiopatía isquémica o tenga antecedentes de infarto agudo de miocardio.